# Lago de Bomba
El lago de Bomba es un lago artificial creado sobre el río Sangro en la provincia de Chieti, Abruzos, Italia. Con una altitud de 262 m, su superficie se extiende 10 km². Se formó a partir de un dique en tierra batida ubicado en el término del municipio de Bomba. Raramente en los mapas viene indicado como Lago del Sangro, en las diversas indicaciones de carreteras cerca de los respectivos municipios está indicado como : Lago di Villa Santa Maria, Lago di Pietraferrazana, Lago di Colledimezzo y Lago di Pennadomo.
La presa produce energía eléctrica para Roma. El lago tiene 7 km de largo con una anchura media de 1,5 km una profundidad máxima de 57,50 metros y una capacidad máxima de 4 000 000 m³ de agua.
El lago de Bomba se creó cerrando el valle del río Sangro por medio de una presa o dique de tierra (con materiales aluviales del río) en correspondencia con el monte Tutoglio. La cuenca de invasión recae enteramente en las arcillas: sólo en el flanco izquierdo de la presa hay un macizo calcáreo, en el que se ubicaron las obras de descarga. 
En sustitución del ramal de la vía férrea Sangritana que corría por el fondo del valle se construyó una nueva sede fuera de la zona de inundación: esta variante, comprendida entre las estaciones de Bomba y Colledimezzo, tiene una longitud de 6874 m.